# NGC 1722
NGC 1722 je otvoreni skup s emisijskom maglicom u zviježđu Zlatnoj ribi. 

## Vanjske poveznice
- SEDS: NGC 1722